# Gnophos exilis
Gnophos exilis är en fjärilsart som beskrevs av Eugen Wehrli 1922. Gnophos exilis ingår i släktet Gnophos och familjen mätare. Inga underarter finns listade i Catalogue of Life.